# يوسف الحربي (لاعب كرة قدم مواليد 1996)
يوسف محمد الحربي لاعب كرة قدم سعودي ، يلعب في نادي القيصومة.

## مسيرة اللاعب
لعب في النادي العربي ونادي الشعلة ونادي الزلفي ونادي النهضة ونادي الشرق ونادي القيصومة.